# Stéphanie Neau
Stéphanie Neau, née le 16 septembre 1975 à Blois est une tireuse sportive française.

## Carrière
Elle est douzième en trap femmes aux Jeux olympiques d'été de 2004 à Athènes.
En juillet 2009, elle est médaillée de bronze à la fosse olympique aux Championnats d'Europe de tir.
Elle est médaillée de bronze en fosse olympique par équipe aux Championnats d'Europe de tir 2011 à Belgrade avec Delphine Racinet et Marina Sauzet puis médaillée de bronze avec la même équipe aux Championnats du monde de fusil de chasse 2011 à Belgrade.